# Edgar Negret

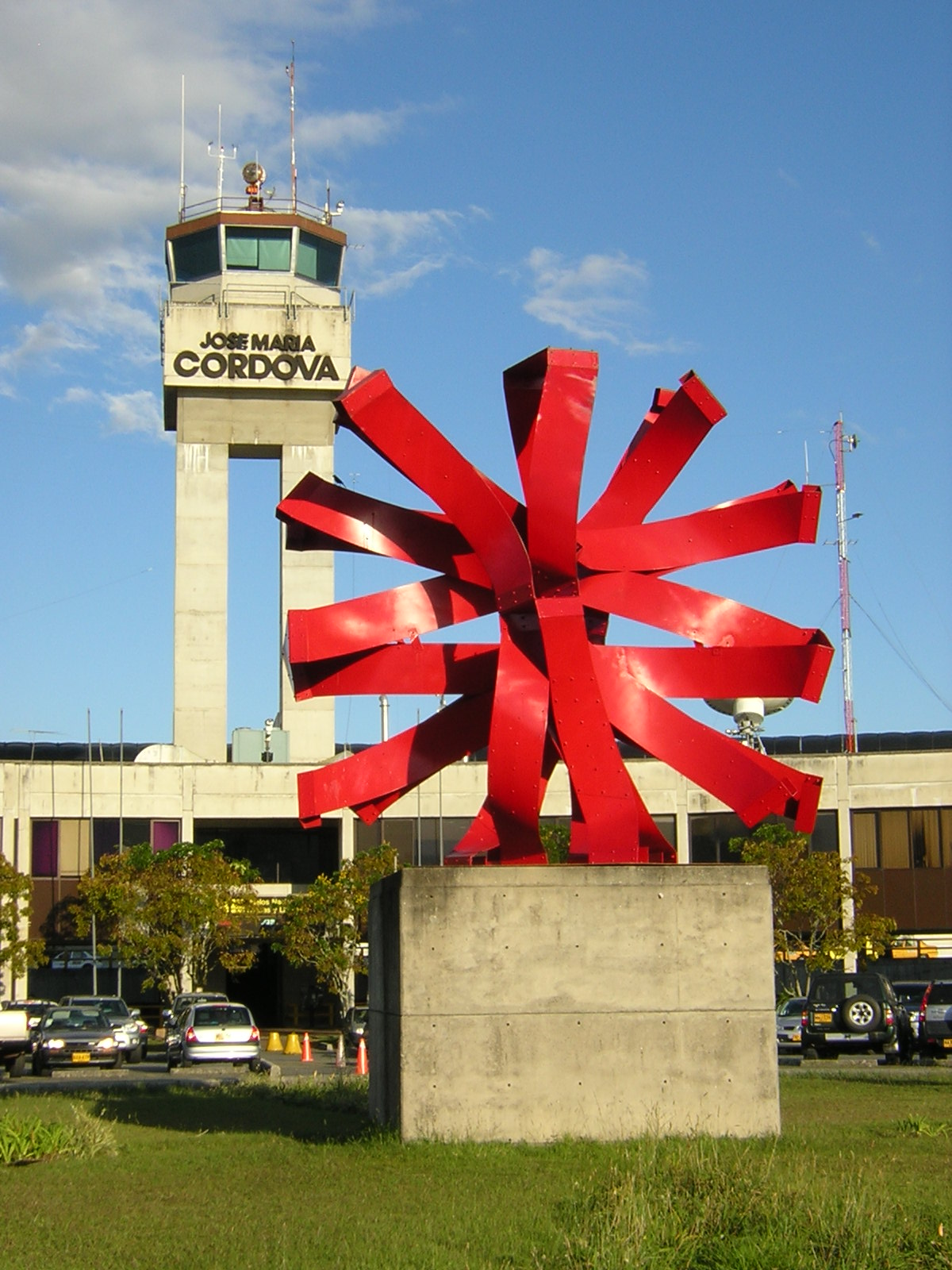
„El Sol“ von Edgar Negret, Flughafen Rionegro, Rionegro, Kolumbien.

 Edgar Negret (* 11. Oktober 1920 in Popayán, Kolumbien; † 11. Oktober 2012 in Bogotá) war ein kolumbianischer Bildhauer und wichtiger Vertreter der Abstrakten Bildhauerei in Lateinamerika und Künstler des Neuen Konstruktivismus.

## Leben und Werk
Edgar Negret studierte von 1938 bis 1943 an der Akademie der Bildenden Künste in Cali, Kolumbien und im Jahr 1949 Metalltechnik im Sculpture Center in New York City.
Zunächst sind seine Arbeiten in Stein stark von den europäischen Modernisten wie Hans Arp und Constantin Brâncuși beeinflusst. In den frühen 1950er Jahren begann er mit Arbeiten in Metall in konstruktivistischer Tradition. Im Jahr 1963 nahm er am Salón Nacional de Artistas Colombianos teil und gewann den ersten Preis für Bildhauerei. Damit wurde er zu einem der bedeutendsten Bildhauer des 20. Jahrhunderts in Kolumbien. 1967 nahm er am XIX. Salón teil und gewann mit seinem Werk Cabo Kennedy wieder den ersten Preis. Im Jahr 1968 erhielt er den David E. Bright internationalen Preis für Bildhauerei auf der XXXIV. Biennale von Venedig und war mit sieben Metall- und Holzskulpturen auf der 4. documenta in Kassel vertreten.
Er arbeitete auch mit dem kolumbianischen Kollegen und konstruktivistischen Bildhauer Ramirez Villamizar zusammen. Im Jahr 1991 war er Teilnehmer der 21. Biennale von São Paulo in Brasilien.